# رود کاج (افغانستان)
رود کاج (انگلیسی: Kaj River) در غرب افغانستان است که از ولایت دایکندی می‌گذرد. این یکی از شاخه‌های اصلی رود هیرمند است.

## موقعیت جغرافیا
رود کاج در منتهی الیه شمالی ولایت دایکندی در ولسوالی دایکندی در منطقه‌ای به نام هزاره‌جات که چندان فاصله‌ای با مرز ولایت بامیان ندارد، سرچشمه می‌گیرد. اندکی پس از محل سرچشمه، رود کاج جهت جنوب را دنبال می کند و با تلاقی آن به ساحل راست رود هیرمند در حدود چهل مایلی شمال به ده راود ختم می‌شود.

## آب‌شناسی
رود کاج الگوی فصلی جریان آب با در نظر گرفتن ذوب برف‌های فصلی، نمونه‌ای از رود‌ها در کوه‌های مرتفع افغانستان مرکزی است.
متوسط جریان یا مدول سالانه در یک دوره زمانی ۶ ساله (از سال ۱۹۷۴ تا ۱۹۷۹) محاسبه شد و کمتر یا بیشتر از ۳۵ متر مکعب در ثانیه بود. نوسان منحنی مشاهده شده جریان‌های روزانه در سال ۱۹۷۸ کاملاً مشابه میانگین این ۶ سال است. 
دوره پرآبی در اواخر زمستان و اوایل بهار اتفاق می‌افتد. حداکثر جریان در اواخر فوریه تا اوایل مه که ذوب برف وجود دارد مشاهده می‌شود. در نیمه اول آوریل به طور متوسط به ۲۰۰ تا ۳۰۰ متر مکعب در ثانیه می‌رسد. این دوره پر آب با یک سرعت به‌طور پیوسته کاهش می‌یابد که در اوایل ژوئن به زیر ۲۰ متر مکعب می‌رسد و کاهش می‌یابد و نرخ به کمترین میانگین خود یعنی ۵ تا ۷ متر مکعب در ثانیه در اوایل پاییز، یعنی در سپتامبر تا اکتبر رسیده است. برخی از رعد و برق‌ها و رگبارها در فصل خشک وجود دارد که باعث وقفه‌های گاه به گاه در این روند می‌شود. یک دوره میانی (با جریان متوسط) در طول فصل سرد، از اوایل اکتبر تا اوایل مارس، رخ می‌دهد، که در طی آن متوسط سرعت به آرامی اما نسبتاً پیوسته، از ۷ تا ۱۵ متر مکعب در ثانیه افزایش می‌یابد.
برای سال ۱۹۷۸ سرعت بین حداقل ۵ و حداکثر ۱۶۰ متر مکعب در نوسان بود. اوج سرعت ذوب برف در آوریل واقع شد.